# 阿耐
阿耐，中国大陆女作家、编剧，生年及原名未知，出版过《大江东去》、《欢乐颂》、《都挺好》等小说，小说作品为现实题材，被多次改编为电视剧。

## 奖项和荣誉
- 第十一届五个一工程奖，2009年，作品《大江东去》，为网络文学作者首次获得国家级文艺大奖。[6][7]
- 中国网络文学20年20部作品，2018年，作品《大江东去》[8]

## 影视化作品
- 《欢乐颂》电视剧系列，改编自小说《欢乐颂》，2016年首播[4]
  - 兼任《欢乐颂第三季》编剧
- 《大江大河》电视剧系列，改编自小说《大江东去》，2018年首播[9]
- 《都挺好》电视剧，改编自小说《都挺好》，2019年首播[5]
- 《相逢时节》电视剧，改编自小说《落花时节》，2022年首播，兼任编剧[10]
- 《风吹半夏》电视剧，改编自小说《不得往生》，2022年首播[11]